# Infanta Luisa Fernanda a Spaniei
Infanta María Luisa Fernanda a Spaniei (30 ianuarie 1832 – 2 februarie 1897) a fost infantă a Spaniei și Ducesă de Montpensier. A fost cel mai mic copil a regelui Ferdinand al VII-lea al Spaniei și a celei de-a patra soții Maria Christina a celor Două Sicilii.

## Biografie

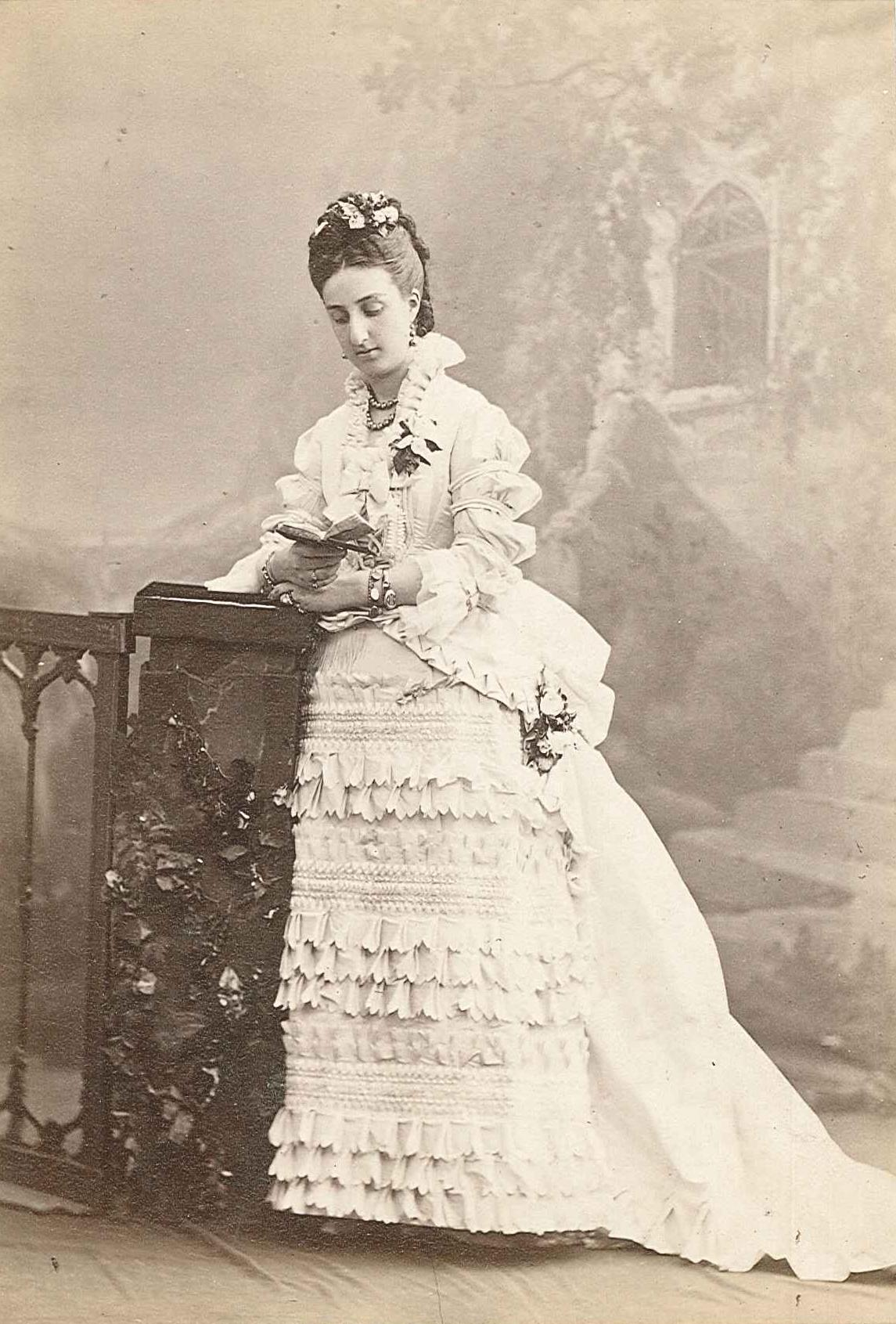
Luisa Fernanda, ca. 1880

Când sora ei mai mare, Isabela a II–a a Spaniei, a accedat pe tron, Infanta Luisa Fernanda a devenit moștenitoare prezumptivă între 1833 și 1851, când s-a născut fiica cea mare a Isabelei.
Isabela a fost logodită cu verișorul lor primar, Francis, Duce de Cádiz, care era un cunoscut homosexual. Ruda lor, regele Ludovic Filip al Franței, și-a făcut calcule că din acest mariaj nu se vor naște copii și a planificat ca tronul Spaniei să revină în cele din urmă propriilor lui nepoți. Pentru acest scop, Luisa Fernanda a fost logodită cu Antoine, Duce de Montpensier (1824–90), fiul cel mic al regelui Ludovic Filip, care era de asemenea verișor primar al mamei Luisei.
Luisa Fernanda, care avea numai 14 ani, și Ducele Antoine în vârstă de 22, au avut nunta la 10 octombrie 1846; a fost o nuntă dublă, în aceeași zi căsătorindu-se și Isabela cu Francis. Luisa Fernanda și Antoine s-au mutat la Paris și mai târziu la Sevilla.
Relația dintre Isabela și sora ei a fost tensionată de conspirațiile lui Antoine împotriva reginei.
Tatăl lui Antoinea fost detronat în 1848. În același an, Luisa Fernanda care avea 16 ani a născut primul ei copil, María Isabel. După ce Isabela a II-a a fost detronată, familia a plecat în exil. Mai târziu, după ce a devenit văduvă, Luisa s-a întors la Sevilla unde a și murit. A fost înmormântată la El Escorial.

### Copii
Luisa Fernanda și Antoine au avut nouă copii, însă numai cinci au ajuns adulți.

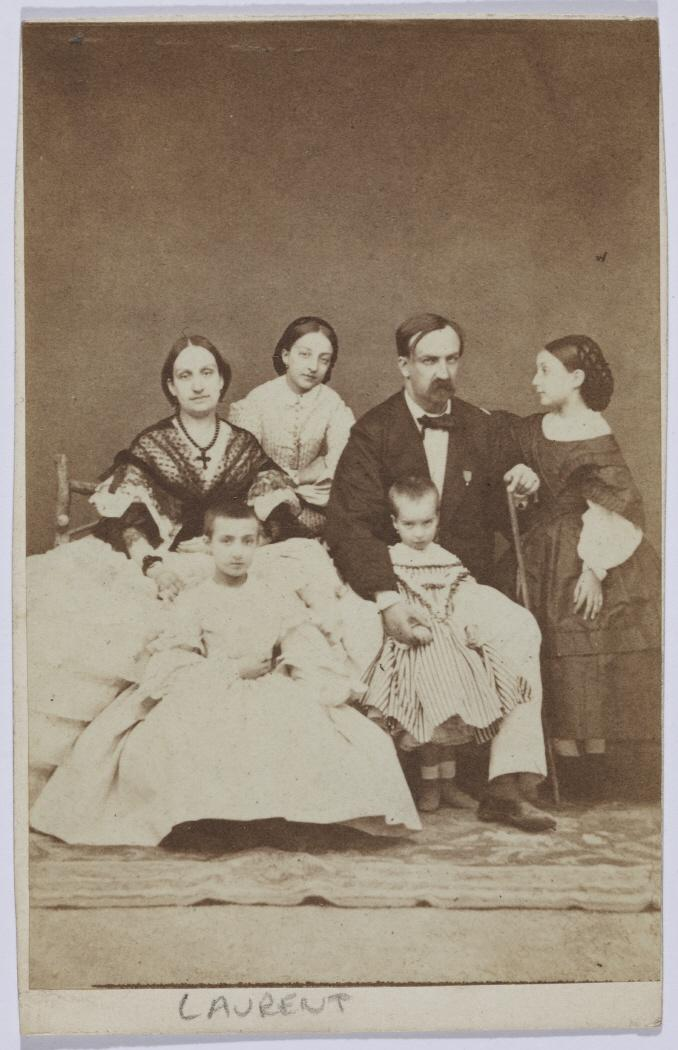
Infanta Luisa Fernanda cu soțul ei Antonie, Duce de Montpesier și patru dintre copiii lor.

- Infanta Maria Isabel (1848–1919), care s-a căsătorit cu verișorul ei primar, Philippe, conte de Paris (1838–94), pretendent la tronul Franței. Au avut copii.
- Infanta Maria Amelia (1851–70).
- Infanta Maria Cristina (1852–79). După ce sora ei mai mică Mercedes a murit, s-a logodit cu Alfonso al XII-lea, care era cu cinci ani mai mic decât ea, însă Maria Cristina a murit înainte de nuntă.
- Infanta Maria de la Regla (1856–61).
- Infantele Fernando (1859–73).
- Infanta Maria de las Mercedes (1860–78), care s-a căsătorit cu verișorul ei primar Alfonso al XII-lea. Nu au avut copii.
- Infantele Felipe Raimundo Maria (1862–64)
- Infantele Antonio (1866–1930), care a devenit Duce de Galliera în Italia. S-a căsătorit cu verișoara sa primară, Infanta Eulalia a Spaniei (1864–1958), fiica Isabelei a II-a, și au avut doi fii:

1) Infantele Alfonso (1886–1975), al 5-lea Duce de Galliera (1930–37), care s-a căsătorit cu Prințesa Beatrice de Edinburgh, fiica lui Prințului Alfred, Duce de Saxa-Coburg-Gotha și au avut trei fii.

2) Infantele Luís (1888–1945), care s-a căsătorit cu Marie Charlotte Say (1857–1943). Nu au avut copii.
- Infante Luis Maria Felipe Antonio (1867–74)

Prin Maria Isabel, ea a devenit străbunica: regelui Manuel al II-lea al Portugaliei, Luís Filipe, Duce de Braganza, Prințul Amedeo, Duce de Aosta, Prințul Aimone, Duce de Aosta, prințesa Dolores Czartoryski, prințesa Esperanza de Orleans-Braganza, Maria Mercedes de Bourbon (mama regelui Juan Carlos al Spaniei) și Prințul Henri, Conte de Paris.